# Paradise Belongs to You
Paradise Belongs to You er debutalbummet fra det danske doom metal-band Saturnus.

## Spor
Sangtekster er skrevet af Mikkel Andersen og Saturnus, bortset fra den hviskede del i "The Underworld", som er citater fra Ægteskabet mellem Himmel og Helvede.
1. "Paradise Belongs To You" – 10:16
2. "Christ Goodbye" – 8:09
3. "As We Dance The Path Of Fire Or Solace" – 1:41
4. "Pilgrimage Of Sorrow" – 9:16
5. "The Fall Of Nakkiel" – 5:05
6. "Astral Dawn" – 7:53
7. "I Love Thee" – 8:33
8. "The Underworld" – 9:26
9. "Lament For This Treacherous World" – 7:29